# Jánossy Ferenc (közgazdász)
Jánossy Ferenc (Budapest, 1914. július 3. – Budapest, 1997. március 18.) eredeti végzettségét tekintve gépészmérnök, de mint közgazdász vált ismertté a gazdasági fejlettség egzakt mérési módszereinek kidolgozásával és a háború utáni „gazdasági csodák” természetének megvilágításával.

## Családja
Apja Jánosi Imre (1883–1920) csillagász-fizikus, anyja Bortstieber Gertrud (1882–1963), az első hazai női matematikusok egyike. Nevelőapja Lukács György (1885–1971) filozófus és esztéta, édesanyja második férje. Bátyja Jánossy Lajos (1912–1978) fizikus, húga pedig Jánosi Anna (1919–1981) vegyészmérnök. Gyermekei Jánossy Ilona (1939–) és Jánossy György (1947–1962).

## Életútja
1920-ban Bécsbe költöztek, itt kezdte meg mérnöki tanulmányait, majd a Berlini Egyetemen folytatta, és a Moszkvai Egyetemen fejezte be, ahol 1939-ben szerzett mérnöki oklevelet. 1933–1942 között a moszkvai Ordzsonikidze Szerszámgépgyár munkatársa volt, majd 1942-ben hamis vádak alapján büntetőtáborba száműzték, ahol 1945-ig raboskodott. 1945–1946-ban a kaukázusi Majkopban a Vasgyár mérnöke. 1946 őszén visszatért Magyarországra. 1947-től a Nehézipari Központ előadója, később a tervezőiroda üzemmérnöke, főosztályvezetője, majd igazgatója. 1954-től az Országos Építésügyi Hivatal elnökhelyettese, közben, 1954–1956 között, az Országos Tervhivatal műszaki főosztályvezetője. 1956–1957 között ismét az Országos Építésügyi Hivatal elnökhelyettese, majd az Országos Tervgazdasági Intézet tudományos munkatársa volt 1957-től nyugdíjazásáig, 1974-ig.
"Egy sok irányból összeverődött társaság 1974 tavaszán azzal a kéréssel fordult Jánossy Ferenchez, hogy heti egy alkalommal tartson nekik szemináriumot. Jánossy ezt örömmel vállalta, és így született az a döntés, hogy Jánossy „Extenzív–intenzív” címmel fog nekünk előadni. Lényegében arról fog beszélni, ami éppen foglalkoztatja. Három éven keresztül tartott az előadássorozat" (Részlet az „Emlékeim Jánossy Ferencről” című emlékgyűjtemény Prof. Dr. Mihályi Pétertől.)

## Tudományos munkássága
Kutatási területe a gazdasági teljesítmény és a gazdasági fejlettség mérése, valamint a gazdasági trendek alakulásának és törvényszerűségének megértése. Élete utolsó szakaszában a gazdasági fejlődés 'extenzív' és 'intenzív' szakaszaival, valamint a kettő közti, általa Rosa Luxemburg pontnak nevezett átmenet bekövetkezésének körülményeivel és a váltást kikényszerítő hatások, törvények vizsgálatával foglalkozott.
A trendvonalak és a gazdasági fejlődés elemzése kapcsán érthető módon érdeklődése kiterjedt a gazdaságtörténet, és így a társadalomtudomány területeire is. Ebben a tőkés, kapitalista gazdasági viszonyok és rendszer kialakulásának okait is vizsgáló gondolatait mutatta be az 1979-ben megjelent Az akkumulációs lavina megindulása c. könyve.
Érdekesség, hogy Jánossy Ferenc 1937–1959 között megjelent cikkei címmel édesanyja 81. születésnapjára Jánossy Ferenc és Holló Mária szerkesztésében limitált példányszámban jelent meg a kevés közéleti írásait is tartalmazó gyűjtemény. Ennek egyik írásaként maradt fenn az 1956. október 23-án a Szabad Nép számára íródott, de Jánossy Ferenc életében kiadatlan cikke a Mit írjunk a tiszta lapra?. A cikket Jánossy barátjával és közeli munkatársával Piukovics Sándorral együtt készítette, de az írás végül is nem jelent meg.
1969-ben jelent meg a nagy visszhangot kiváltó, s talán legismertebb Gazdaságunk mai ellentmondásainak eredete és felszámolásuk útja című írása, melyet röviden csak „Kvázi-cikk”-ként emlegettek.
Közéleti és tudományos tevékenységét tekintve inkább a visszahúzódóbb elmélkedő, gondolkodó, beszélgető személyiségként emlékeznek rá kortársai. Legjobb barátainak egyike Bródy András (1924–2010) közgazdász visszaemlékezéseiből tudjuk, hogy Jánossy Ferenc nem szeretett írni, publikálni. Ez lehetett az oka annak, hogy az amúgy nagyon termékeny és aktív, sokoldalú gondolkodónak viszonylag kevés könyve jelent meg.
Jánossy Ferenc mérnöki munkásságát őrzi további 3 szabadalom.

## Főbb művei
- A gazdasági fejlődés mérhetősége és új mérési módszere (1963)
- A gazdasági fejlődés trendvonala és a helyreállítási periódusok (1966; 2. bővített kiadás 1975)
- Az akkumulációs lavina megindulása (1979)
- Mérés, trend, evolúció – Válogatott írások (szerk. Bekker Zsuzsa, 2001)
- Jánossy Ferenc 1937-1959 között megjelent cikkei (szerk. Jánossy Ferenc és Holló Mária, ~1963)

## Cikkek
- A háborúk utáni helyreállítási periódusok jellegzetességei és a japán „gazdasági csoda” vége (Közgazdasági Szemle, 1965. 10. sz.)
- A trendvonal nem agyrém, de nem is fátum. Jánossy Ferenc válasza könyve bírálóinak. (Közgazdasági Szemle, 1968 1. sz.)
- Gazdaságunk mai ellentmondásainak eredete és felszámolásuk útja (Közgazdasági Szemle, 1969 7-8. sz.)
- Mit írjunk a tiszta lapra? (Közgazdasági Szemle, 1997. május)
- Beszélgetés Jánossy Ferenccel (riporter: Varga Domonkos – Valóság, 1969. 5. sz.)
- Még egyszer a trendvonalról (Közgazdasági Szemle, 1971. 7-8. sz.)
- Életinterjú Jánossy Ferenccel. (riporterek: Hegedűs B. András, Kozák Gyula, Szabóné Dér Ilona, – Medvetánc, 1986/4-1987/1. sz.
- Egy evolúciós alternatíva (Valóság, 1982. 2. sz.)

## Szabadalmak
- Elrendezés munkadarab és/vagy készülék nyomáskülönbséggel való rögzítésére (ügyiratszám: MA-3197, lajstromszám: 180853 – Bejelentés: 1979. aug. 24.)
- Terelődob hevederekhez (ügyiratszám: JA-314, lajstromszám: 145449 – Bejelentés: 1956. szept. 12.)
- Tömörítvény hűtőkorong (ügyiratszám: JA-180, lajstromszám: 142522 – Bejelentés: 1953. május 19.)

## Díjai, elismerései
- Állami Díj (1973)
- Lukács György-díj (1996)
- 1997-ben 3 nappal halála előtt megítélték számára a Köztársasági Érdemrend polgári fokozatát, melyet már csak halála után, özvegye tudott átvenni helyette.

## Emléke
Szelleme és munkássága előtt tisztelegve 2006-ban az Óbudai Egyetem (akkori Budapesti Műszaki Főiskola) Keleti Károly
Gazdasági Karán (hallgatói kezdeményezésre) szakkollégium alakult, Jánossy Ferenc Szakkollégium néven. A Szakkollégium szervezésében 2007-től 2013-ig évente megrendezésre került a hallgatói tudományos önművelés és kutatási eredmények bemutatását elősegíteni hivatott Jánossy Ferenc Emlékkonferencia (JFEK) című rendezvény. (Az Emlékkonferencia 7 év alatt több mint félezer hallgatói előadás bemutatását tette lehetővé.)